# Antimon-trioxid
Az antimon-trioxid vagy antimon(III)-oxid (képlete Sb2O3) az antimon egyik szervetlen vegyülete, oxidja.

## Előfordulása
Az antimon-trioxid a természetben két módosulatban található: a szabályos módon kristályosodó szenarmontit és a monoklin valentinit nevű ásványok alakjában.

## Fizikai, kémiai tulajdonságai
Az antimon elégetése útján keletkező antimon-trioxid 5,7 fajsúlyú, fehér, kristályos por, amely a hevítéskor sárgára színeződik. Vörösizzáson (656°C-on) megolvad, 700°C-on felüli hőmérsékleten pedig gőzzé alakul. Vízben csak igen kevéssé oldódik, és hígított kénsav , valamint salétromsav sem oldja, jól oldódik azonban sósavban, borkősavban, továbbá - mint savanhidrid - erős bázisokban, antimonitok képződése közben. A levegőn való hosszabb hevítéskor Sb2O4 összetételű antimon-tetroxiddá oxidálódik.

## Előállítása
Előállítható antimonnak oxigénben való elégetése útján, vagy pedig antimon-oxid-klorid további hidrolízisével:
Sb4O5Cl2 + H2O = Sb4O6 + 2 HCl
A képződő sósav közömbösítésére célszerű például a Na2CO3-oldat alkalmazása, amikor is a hidrolízis teljessé válik. Az antimon-trioxidot az ón(IV)-oxid pótlására a zománcgyártásban, továbbá fehér festékek készítésére használják.

## Reakciói
Az antimonsav vagy antimon-hidroxid (H3SbO3, illetve Sb(OH)3) egyéb antimonsavakkal együtt fehér csapadék alakjában keletkezik, ha kálium-antimolit-tartarát (K(SbO)C4H4O6) vizes oldatát kénsavval megsavanyítjuk. Amfoter jellemű vegyület, töményebb savakban bázis módjára sóképződés közben oldódik, erős bázisok viszont antimonitek képződése közben oldják. Az ortoantimonossav tiszta állapotban azonban nem állítható elő, mert részben rögtön vizet veszít, és metaantimonossavvá alakul:
H3SbO3 = HSbO2 + H2O
A metanatimonossav is amfoter jellegű, s a hidrogénion-koncentrációtól függően kétféleképpen disszociálhat:
HSbO2 = H+ + SbO−2
illetve
HSbO2 = SbO+ + OH-
Az SbO+ antimonilgyök tehát kationként szerepel, pl. a kálium-antimonil-tartarátban, antimonil-kloridban stb. A metaantimonossav sóin kívül ritkábbak ugyan, de előállíthatók a piroantimonossav (H4Sb2O5) származékai is.